# Катастрофа Boeing 707 в Кано
Катастрофа Boeing 707 в Кано — крупная авиационная катастрофа, произошедшая 22 января 1973 года. Авиалайнер Boeing 707-3D3C авиакомпании Nigeria Airways выполнял чартерный международный рейс по маршруту Джидда — Лагос, но из-за сложных погодных условий в аэропорту назначения самолёт был переведён на запасной в Кано, однако из-за сильного ветра в аэропорту совершил посадку с креном, загорелся и разрушился. Погибли 176 человек из 202 человек на борту (193 пассажира и 9 членов экипажа), ещё 26 (все выжившие) получили ранения, что делало её крупнейшей авиакатастрофой человечества до 3 марта 1974 года, когда произошла катастрофа DC-10 под Парижем.

## Самолёт
Boeing 707-3D3C с бортовым номером JY-ADO (заводской — 20494, выпущен в 1971 году) принадлежал иорданской авиакомпании Alia и был взят в лизинг нигерийской Nigeria Airways для перевозки паломников, возвращавшихся после хаджа в Мекку.

## Катастрофа
22 января 1973 года, в понедельник, самолёт вылетел из аэропорта имени короля Абдул-Азиза (Джидда) и направился в Лагос. Но аэропорт Лагоса из-за неблагоприятных погодных условий был закрыт, поэтому самолёт полетел на запасной — аэропорт Кано. При посадке в Кано самолёт подвергся воздействию сильного ветра, из-за чего возник боковой крен и авиалайнер ударился о бетон ВПП правой стойкой основного шасси. Та не выдержала перегрузки и сломалась. Самолёт ударился о полосу крылом, после чего развернулся на 180°, вылетел с полосы и загорелся. Эвакуация была проведена недостаточно быстро и в пожаре погибли 6 членов экипажа и 170 пассажиров, то есть всего 176 человек.
На момент событий катастрофа в Кано являлась крупнейшей в мире, превзойдя на 2 погибших произошедшую за 3 месяца до этого в СССР катастрофу Ил-62 под Москвой. Саму же катастрофу в Кано через год уже вдвое превзойдёт катастрофа DC-10 под Парижем. Тем не менее, на 2013 год данная авиакатастрофа является крупнейшей в Нигерии и второй в истории Boeing 707.